# Wohngruppe
Eine Wohngruppe ist ein Ort, an dem Menschen für einen bestimmten Zeitraum oder, als Ausnahme, für immer zusammenleben, die
- sich in einer bestimmten, zumeist problematischen Lebenssituation befinden oder
- aufgrund ihrer Vorgeschichte geschädigt sind oder
- unter körperlichen, seelischen oder geistigen Gebrechen leiden oder
- aus biologischen Gründen, wie Alter oder Kindheit, der Betreuung bedürfen.

Betreut wird eine Wohngruppe in der Regel von einem Sozialpädagogen oder anderem Fachpersonal. Auch ehrenamtliche Mitarbeiter engagieren sich dort.

Träger einer Wohngruppe ist in den meisten Fällen der Staat oder einer der großen Wohlfahrtsverbände wie beispielsweise das Deutsche Rote Kreuz, die Diakonie oder die Caritas.
Eine Wohngruppe kann sich in einem eigenen Gebäude befinden, in einer Wohnung oder als abgetrennte Abteilung einer Institution existieren, wie z. B. im Strafvollzug oder einem Heim für Menschen mit Behinderung.

## Ziele
Eine Wohngruppe im herkömmlichen Sinn soll einen Bewohner auf Zeit in erster Linie auf eine individuelle Lebensführung außerhalb der Wohngruppe vorbereiten. Dies gilt beispielsweise in Wohngemeinschaften für Straffällige, Menschen mit Essstörungen, Drogenabhängige u. Ä.
Wohngruppen in der Altenpflege sollen dazu beitragen, den Bewohnern ein möglichst eigenständiges und sinnerfülltes Leben zu ermöglichen und eine Alternative zum Wohnen im anderen vollstationären Einrichtungen darstellen.
Gezieltes Realitätstraining und verhaltenstherapeutische Maßnahmen sind Teil der Maßnahmen.
So bietet eine Wohngruppe ihren Bewohnern eine Möglichkeit, Selbstständigkeit, Eigenverantwortung und die gemeinsame Bewältigung des Alltags in einem geschützten Rahmen (wieder) zu erlernen und zu erproben. Die Bewohner sollen ihre Stärken entdecken, ihre Schwächen bearbeiten und im sozialen Miteinander ihre Konfliktfähigkeit trainieren.
So entwickelt sich ein Zusammenleben, das die Verwirklichung eigener Interessen bei gleichzeitiger Rücksichtnahme auf die Bedürfnisse der anderen Bewohner ermöglicht.
Statt isolierter Behandlungsmaßnahmen wird ein ganzheitlicher Behandlungsansatz angestrebt.

## Gesetzlicher Rahmen
- Für den Kinder- und Jugendbereich ist die betreute Wohnform im § 34 SGB 8 festgelegt.